# Congrès provisoire des États confédérés
Le Congrès provisoire des États confédérés, aussi connu comme le Congrès provisoire des États confédérés d'Amérique, est un congrès de députés et délégués des États du Sud réunis ensemble, qui est devenu le pouvoir législatif des États confédérés d'Amérique (CSA) du 4 février 1861 au 17 février 1862, date à laquelle il devint permanent. Il siège à Montgomery, dans l'Alabama, jusqu'au 20 mai 1861, quand il est ajourné pour se rendre à Richmond, en Virginie, le 20 juillet de la même année. Les nouveaux membres d'autres États qui font sécession viennent s'ajouter et celui-ci procède à l'élection du 6 novembre 1861, où un gouvernement permanent est élu.

## Première session
La première session du Congrès provisoire se tient à Montgomery entre le 4 février 1861 et le 16 mars 1861. Les membres viennent de l'Alabama, la Floride, la Géorgie, la Louisiane, le Mississippi, la Caroline du Sud, et le Texas. Il rédige une constitution provisoire et met en place un gouvernement. Pour président et le vice-président, il choisit Jefferson Davis du Mississippi et Alexander H. Stephens de la Géorgie.

## Deuxième session
La deuxième session du Congrès provisoire se tient à Montgomery du 29 avril 1861 au 21 mai 1861. Les membres viennent de l'Alabama, la Floride, la Géorgie, la Louisiane, le Mississippi, la Caroline du Sud, le Texas, la Virginie et l'Arkansas.

## Troisième session
La troisième session du Congrès provisoire se tient à Richmond du 20 juillet 1861 au 31 août 1861. Les membres viennent de l'Alabama, la Floride, la Géorgie, la Louisiane, la Mississippi, la Caroline du Sud, le Texas, la Virginie, l'Arkansas, la Caroline du Nord, et le Tennessee.

## Quatrième session
La quatrième session du Congrès provisoire se tient à Richmond, le 3 septembre 1861. Les membres viennent de l'Alabama, la Floride, la Géorgie, la Louisiane, la Mississippi, la Caroline du Sud, la Texas, la Virginie, l'Arkansas, la Caroline du Nord et le Tennessee.

## Cinquième session
La cinquième session du Congrès provisoire se tient à Richmond depuis le 18 novembre 1861 au 17 février 1862. Les membres viennent de l'Alabama, la Floride, la Géorgie, la Louisiane, le Mississippi, la Caroline du Sud, le Texas, la Virginie, l'Arkansas, la Caroline du Nord, le Tennessee, le Missouri et le Kentucky. Un membre sans droit de vote est présent du territoire de l'Arizona.

## Convention constitutionnelle
La convention constitutionnelle se tient à Montgomery, du 28 février 1861 du 11 mars 1861.

## Présidence

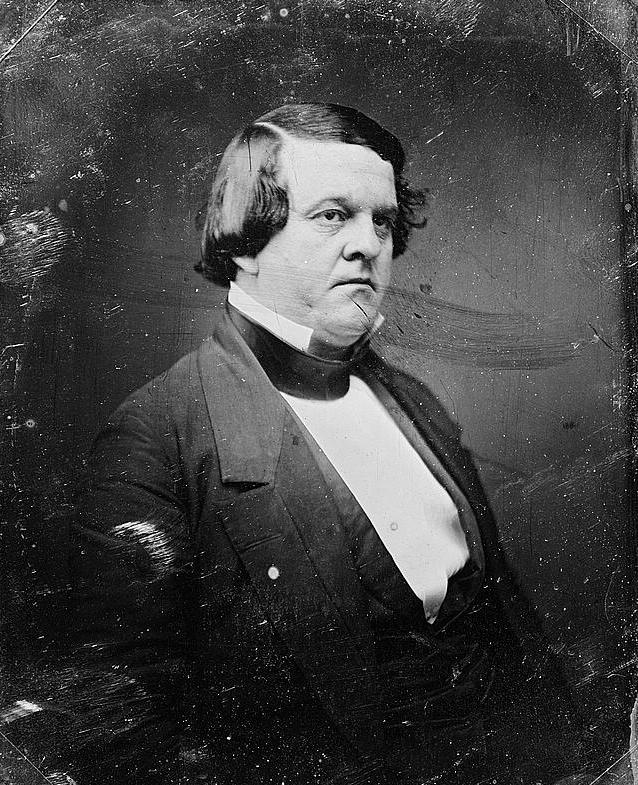
Howell Cobb

- Président : Howell Cobb

## Membres

### Députés
Les députés du sept premiers états à faire sécession forment des deux premières sessions du Congrès.
Alabama
- Richard W. Walker[3]
- Robert H. Smith[3]
- Colin J. McRae[3]
- John Gill Shorter (a démissionné en novembre 1861)[3]
  - Cornelius Robinson (prends son siège sur 29 avril 1861 – Élu pour combler la vacance ; a démissionné le 24 janvier 1862)
- W. P. Chilton[3]
- Stephen F. Hale[3]
- David P. Lewis (a démissionné le 29 avril 1861)[3][11]
  - Nic. Davis, jr. (a siégé le 29 avril 1861 – Élu pour combler la vacance)[11]
- Thomas Fearn (a démissionné le 29 avril 1861)[3][11]
  - H. C. Jones (prend son siège le 29 avril 1861 – Élu pour combler la vacance)[11]
- J. L. M. Curry[3]

Floride
- J. Patton Anderson (a démissionné le 8 avril 1861)[3]
  - George Taliaferro Ward (prend son siège le 2 mai 1861 – Élu pour combler la vacance ; a démissionné le 5 février 1862)
  - John Pease Sanderson (prend son siège le  5 février 1862 – Nommé pour combler la vacance)
- James B. Owens[12]
- Jackson Morton (prend son siège le 6 février 1861)[3]

Géorgie
- Robert Toombs[12]
- Howell Cobb[12]
- F. S. Bartow (tué le 21 juillet 1861 , à la première bataille de Bull Run)[12]
  - Thomas Marsh Forman (prend son siège le 7 août 1861 – Nommé pour combler la vacance)
- M. J. Crawford[12]
- E. A. Nisbet (a démissionné le 10 décembre 1861)[12]
  - Nathan Henry Basse, Sr (prend son siège sur 14 janvier 1862 – Nommé pour combler cette vacance)
- B. H. Hill[12]
- A. R. Wright[12]
- T. R. R. Cobb[12]
- A. H. Kenan[12]
- A. H. Stephens[12]

Louisiane
- John Perkins, jr.[3]
- Alexandre De Clouet[3]
- Charles M. Conrad[3]
- Duncan F. Kenner[3]
- Edward Sparrow[3]
- Henry Marshall[3]

Mississippi
- A. M. Clayton (a démissionné le 11 mai 1861)[13]
  - Alexander Blackburn Bradford (prend son siège le 5 décembre 1861 – Élu pour combler cette vacance)
- James T. Harrison[13]
- William S. Barry[13]
- J. A. P. Campbell,[13]
- Wiley P. Harris[13]
- Walker Brooke[13]
- William S. Wilson (a démissionné le 29 avril 1861)[13][11]
  - J. A. Orr (prend son siège le 29 avril 1861 – Élu pour combler la vacance)[11]

Caroline du Sud
- Robert Barnwell Rhett[3]
- Robert W. Barnwell[3]
- Christopher Gustavus Memminger[3]
- James Chesnut, jr.[3]
- William Porcher Miles[3]
- Laurence M. Keitt[3]
- Thomas J. Whithers (a démissionné le 21 mai 1861 , après la deuxième session)[3]
  - James Lawrence Orr (prend son siège le 17 février 1862 – Nommé pour combler la vacance)
- William W. Boyce[3]

Texas
- John Gregg (prend son siège le 15 février 15 1861)[3]
- Thomas N. Waul (prend son siège le 19 février 1861)[14]
- W. S. Oldham (prend son siège sur le 2 mars 1861)[15]
- J. H. Reagan (prend son siège sur le 2 mars 1861)[15]
- Jean Hemphill (prend son siège sur le 2 mars 1861 ; décédé le 4 janvier 1862)[15][3]
- W. B. Ochiltree (pris son siège sur le 2 mars 1861)[15]
- L. T. Wigfall (prend son siège sur le 2 mars 1861)[15]

### Délégués
Les représentants des états à faire sécession après la bataille de fort Sumter sont désignés comme délégués, à la différence des députés des sept états membres d'origine.
| Arkansas - Augustus Hill Garland - Robert Ward Johnson - Albert Rust - Hugh French Thomason - William Wirt Watkins Kentucky - Henry Cornelius Burnett - Theodore Legrand Burnett - John Milton Elliott - George Washington Ewing - Samuel Howard Ford - George Baird Hodge - Thomas Johnson - Thomas Bell Monroe - John J. Thomas - Daniel Price White Missouri - Caspar Wistar Bell - John Bullock Clark, Sr. - Aaron H. Conrow - William Mordecai Cooke, Sr. - Thomas W. Freeman - Thomas Alexander Harris - Robert Ludwell Yates Peyton - George Graham Vest - Délégué-élu Hyer n'a jamais pris son siège North Carolina - William Waightstill Avery - Francis Burton Craige - Allen Turner Davidson - George Davis - Thomas David Smith McDowell - John Motley Morehead - Richard Clauselle Puryear - Thomas Hart Ruffin - William Nathan Harrell Smith - Abraham Watkins Venable | Tennessee - John DeWitt Clinton Atkins - Robert Looney Caruthers - David Maney Currin - William Henry DeWitt - John Ford House - Thomas McKissick Jones - James Houston Thomas Virginie - Thomas Salem Bocock - Alexander Boteler - John White Brockenbrough - Gideon D. Camden (démissionne en juin 1861) - R. M. T. Hunter - Robert Johnston - William Hamilton MacFarland - James Mason - Walter Preston - William Ballard Preston - Roger Atkinson Pryor - William Cabell Rives - Charles Wells Russell - Robert Eden Scott - James Alexander Seddon - Waller Redd Staples - John Tyler (meurt le 18 janvier 1862) Territoire de l'Arizona - Granville Henderson Oury |